# Maesa densistriata
Maesa densistriata är en viveväxtart som beskrevs av Chieh Chen och C.M. Hu. Maesa densistriata ingår i släktet Maesa och familjen viveväxter. Inga underarter finns listade i Catalogue of Life.